# 小行星3674
小行星3674（3674 Erbisbühl）是一颗绕太阳运转的小行星，为火星轨道穿越小行星。该小行星于1963年9月13日发现。

## 轨道参数
小行星3674的轨道半长轴为2.3601914 UA，离心率为0.375。